# Pokolj u Uzdolu
Pokolj u selu Uzdol je bio ratni zločin kojeg su počinili pripadnici Armije BiH nad tamošnjim autohtonim hrvatskim stanovništvom. Pripadnici vojske Armije BiH upali su u ramsko selo Uzdol u samo jutro, 14. rujna 1993. Ljudi su uglavnom ubijani puškama, i pištoljima. Mnogi su dobili metak u zatiljak, neki su izbodeni noževima, kuće su spaljene, crkva i županijski ured su teško stradali. Mrtva tjelesa djece i staraca su masakrirana. 
U selu je ubijena 41 osoba, 29 civila i 12 vojnika HVO-a. Sutradan su u Uzdol ušle postrojbe HVO-a i ugledale stravičnu sliku zločina. U Uzdolu je na spomen na taj zločin podignut veliki drveni križ na kojem je ugrađen još 41 mali križ i na svakom zapisano ime i prezime, dan rođenja i smrti pojedine uzdolske žrtve.
Da bi se ovaj strašni pokolj nad Hrvatima katolicima u Bosni i Hercegovini otrgnuo zaboravu, snimljen je 2014. godine dokumentarni film Uzdol 41.
18. travnja 1994. Ministarstvo unutarnjih poslova HR Herceg-Bosne podnijelo je kaznenu prijavu protiv pripadnika Armije BiH osumnjičenih za zločin nad stanovništvom u Uzdolu: generala Sefera Halilovića, Envera Buze, Zaima Here i Smaila Here. Priloženi su su policijski zapisnici, izjave svjedoka, popis masakriranih osoba u Uzdolu, fotodokumentacija o mjestu zločina i mjestu masakra i zapisnici o obdukciji žrtava.

## Vanjske poveznice
- Teški ratni zločin na Uzdolu  Arhivirana inačica izvorne stranice od 7. rujna 2021. (Wayback Machine)
- ZLOČINI ARMIJE BiH NAD HRVATIMA
- Uzdol i sve njegove žrtve